# Josip Samujilovič Šklovski
Josip Samujilovič Šklovski [jósip samujílovič šklóvski] (ukrajinsko Йосип Самуїлович Шкловський), ukrajinski astronom in astrofizik, * 1. julij (18. julij, julijanski koledar) 1916, Gluhov, Sumsko okrožje, Harkovska gubernija, Ruski imperij (sedaj Gluhiv, Sumska oblast, Ukrajina), † 3. marec 1985, Moskva, Sovjetska zveza (sedaj Rusija).
Šklovski velja za ustanovitelja sodobne astrofizike, še posebej oddelka za radioastronomijo Državnega astronomskega inštituta Šternberga MGU in oddelka za astrofiziko Inštituta za vesolje raziskave RAN (sedaj Astrovesoljsko središče FIAN).

## Življenje in delo
Rodil se je v revni družini ukrajinskih Judov v Gluhovu v Ruskem imperiju. Končal je sedemletno srednjo šolo, nato pa je delal kot delovodja pri gradnji bajkalsko-amurske magistrale. Leta 1933 je začel študirati na Fizikalno-matematični fakulteti Državne univerze v Moskvi, kjer je študiral do leta 1938. Nato je študiral na Oddelku za astrofiziko na Državnem astronomskem inštitutu Šternberga, kjer je ostal do svoje smrti.
Osredotočil se je na raziskave v teoretični astrofiziki in radijski astronomiji, kot tudi Sončeve korone, supernov in kozmičnih žarkov ter njihovega izvora. Leta 1946 je pokazal, da radijski valovi s Sonca izhajajo iz ioniziranih plasti njegove korone, ter razdelal matematično metodo za razlikovanje med toplotnim in netoplotnim radijskim valovanjem v Galaksiji. Še posebej je pomemben njegov predlog, da sevanje iz Rakovice povzroča sinhrotronsko sevanje v katerem se nenavadno energijski elektroni sučejo skozi magnetna polja s hitrostmi blizu hitrosti svetlobe. Predlagal je, da bi lahko bili kozmižni žarki iz eksplozije supernove v območju znotraj 300 svetlobnih let okrog Sonca vzrok nekaterih velikih izumrtij življenja na Zemlji.
Leta 1959 je proučil tirno gibanje Marsovega notranjega satelita Fobosa. Ugotovil je, da njegov tir razpada in poudaril, da, če je razpad posledica trenja z Marsovo atmosfero, mora satelit imeti zelo nizko gostoto. V tem smislu je izrazil mnenje, da je Fobos morda votel in umetnega izvora. To predstavo so ovrgle podrobnejše raziskave, vendar je očiten namig o nezemeljskem vpletanju pritegnil javno domišljijo, čeprav ni točno jasno kako resno je treba jemati njegovo zamisel.

## Priznanja
Šklovski je bil od leta 1966 dopisni član Sovjetske akademije znanosti.

### Nagrade
Leta 1960 je prejel Leninovo nagrado, leta 1972 pa medaljo Bruceove.

### Poimenovanja
Po njem se imenuje asteroid glavnega asteroidnega pasu 2849 Šklovski (2849 Shklovskij) in krater na Fobosu.